# Arctia astramenisca
Arctia astramenisca är en fjärilsart som beskrevs av Smith 1958. Arctia astramenisca ingår i släktet Arctia och familjen björnspinnare. Inga underarter finns listade i Catalogue of Life.